# Бертучіо Вальєро
Бертучіо Вальєро (італ. Bertuccio Valier) — 102-й венеційський дож у 1656—1658 роках.

## Біографія
Належав до старовинного патриціанського роду. Син Сильвестро Вальєро з гілки Сан-Джеремії і Б'янки Пріулі. Після передчасної смерті батька та стрийків, у дуже молодому віці він став головою родини та власником дуже багатого майна, зокрема палац Сан-Джоббе та чудову віллу на Бренті. Здобув приватну освіту, але мав репутацію освіченої та витонченої людини. Він мав проблеми зі здоров'ям протягом усього життя. 
У 1616 році він одружився з Бенедеттою Пізані з гілки Санта-Марія Дзобеніго, але усі діти померли раніше за нього, окрім його сина Сильвестро. Був дуже багатим, що дозволило йому отримати престижні посади у венеціанській політиці та дипломатії. У 1621 році спочатку увійшов до «мудрих орденів», де набували досвіду молоді патриції, а потім того ж року став камерленго комуни.
У 1624 році його обрали капітаном Бергамо, де він займався безпекою та громадським порядком і створив шпигунську мережу в Міланському герцогстві, яку частково фінансував власними коштами. Повернувшись до Венеції, він став «мудрим материка» (колегія, що займалася північноіталійськими володіннями Республіки) і ще вісім разів засідав у цій колегії між 1625 і 1633 роками. У 1626 році він увійшов до дзонти Сенату, де отримав посаду керівника артилерії. 1627 року у складі колегії «мудрих материка» йому було доручено поліпшення важкої кавалерії у Падуї. 1629 року на посаді польового комісара займався ревізією ополчення.
У 1633 році його відправили до Мілана, де він зустрівся з кардиналом Фердинандом Габсбургом, щоб підтвердити дружні наміри Республіки щодо Габсбургів. 1633 року увійшов до Ради десяти, між 1633 і 1642 роками чотири рази був членом Малої ради, десять разів був звичайним сенатором, а з 1636 року — дев'ять разів скарбником Колегій мудрих та членом Ради старійшин. Він чергував ці призначення з мандатами у фінансових та судових магістратах: з 1628 року його кілька разів призначали суддею Мерканції (відповідав за суперечки між торгівцями), між 1639 і 1655 роками мудрим (експертом) у справах єресі, виконавцем у справах богохульства, наглядачем монастирів та охорони здоров'я, а також реформатором (опікуном) Падуанського університету. У червні 1636 року він був генеральним проведитором у Пальманові, а в 1641 році — комісаром у Фріулі, де відповідав за охорону кордонів.
У 1643 році, на початку війни Кастро, його було призначено проведитором і відправлено до Тоскани з виконанням дипломатично-військових обов'язків. У 1645 році він брав участь у складі іншої делегації, щоб віддати шану новообраному папі Інокентію X, який посвятив Вальє у лицарі.
У 1646 році його було призначено подестою Брешії. У 1655 році був у складі посольства папи римського Олександра VII, який фактично відкинув прохання надати допомогу у війні з Османською імперією, що тривала з 1645 року.
15 червня 1656 року одноголосно обирається дожем після другого туру. Перш за все приділив увагу війні з Османською імперією, яка точилася на Криті та у верхній Адріатиці. Дож очолив групу тих, хто виступав за відмову від острова на користь налагодження відносин з імперією, проти чого виступив Джованні Пезаро, думка якого перемогла. За цим Венеція, заблокувавши османські війська на Криті, запропонувала почати мирні перемовини, але великий візир Мехмед Кепрюлю відкинув цю ідею. У відповідь 1657 року венеційський флот на чолі із Лаццаро Моченіго заблокував протоку Чанаккале, а потім атакував Дарданелли, але згодом венеційці зазнали поразки в Дарданеллах, де загинув Моченіго, що зрештою призвело до втрати островів Тенедос і Лемнос.
Разом з тим становище Республіки у фінансовому плані було критичним: вона опинилася на межі банкрутства. Дож вніс до скарбниці власні 10 тис. дукатів. Також за грошову винагороду дозволив єзуїтам повернутися до Венеції. 
29 березня 1658 року Бертучіо Вальєро помер від легеневої хвороби. Його поховали в церкві Сан-Джоббе, пізніше перенесено до собору Сан-Джованні-е-Паоло.